# نوال الفاعوري
نوال محمود عليان الفاعوري سياسية أردنية ولدت في مأدبا- الأردن. شغلت العديد من المناصب أهمها عضو في مجلس الأعيان الأردني لأربع دورات متتالية.

## التعليم
حاصلة على شهادة الدكتوراه في أصول التربية من جامعة عمان العربية للدراسات العليا والماجستير في التربية من 
جامعة جوبا. اما الدبلوم العالي ففي الإدارة من الجامعة الأردنية والبكالوريوس في التاريخ من بيروت، بالإضافة إلى دبلوم في اللغة الإنجليزية من لندن، إنجلترا، وشهادة دبلوم تربية أساسية من كلية عمان.

## الخبرات العملية
- عضو مجلس الجامعة الأردنية.
- عضو البرلمان العربي.
- مستشارة- وزارة التنمية الاجتماعية
- مدير عام مدارس ابن تيمية الثانوية الشاملة (1993-2003)
- أول امرأة فازت بعضوية مجلس الشورى في حزب جبهة العمل الإسلامي في الأردن بالانتخاب (1993)
- عضو اللجنة الوطنية لشؤون المرأة الأردنية برئاسة سمو الاميرة بسمة بنت طلال (1993-2003).
- عضو المجلس الاستشاري في محافظة مادبا.
- عضو مؤسس لحزب الوسط الإسلامي.
- عضو المكتب السياسي في حزب الوسط الإسلامي بالانتخاب.
- عضو اللجنة الملكية للأجندة الوطنية.
- عضو لجنة مكافحة الفساد/ الأردن أولا.
- عضو مؤسس لمنتدى الوسطية للفكر والثقافة.
- رئيسة الاتحاد النسائي الأردني مادبا (1996-2003).
- عضو اللجنة التنفيذية للاتحاد النسائي الأردني العام.
- رئيس جمعية الاقصى الخيرية مادبا.
- مؤسسة مدارس الصم والبكم في جمعية الاقصى الخيرية، مادبا.
- نائب رئيس جمعية الكفيفات الأردنية الأردن سابقا.
- عضو الهيئة الادارية في جمعية رعاية المقابر الإسلامية في الأردن.
- عضو لجنة المرأة والطفل في المجلس الاسلامي العالمي.
- عضو اللجنة المسيحية.
- عضو تجمع لجان المرأة الوطني الأردني.
- عضو جمعية البيئة الأردنية.
- عضو شبكة العون والحماية الاجتماعية في مديرية التنمية الاجتماعية.
- رئيسة لجنة تشغيل ذوي الاحتياجات الخاصة في نادي الرياضة الخاصة في محافظة مادبا سابقا.
- عضو لجنة وزارة الاوقاف لخطة حزمة الامان الأردن.
- عضو لجنة حملة البر والإحسان.
- المشاركة في تأسيس نوادي المسنين في الأردن.
- عضو هيئة العمل الوطني للطفولة.
- المشاركة في برنامج الزيارات العالمي (حول اسس الديمقراطية في أمريكا).
- عضو لجنة التشييك وكسب التأييد في موضوع صحة المراة.
- عضو مركز امناء مركز التنمية والثقافة.
- عضو اللجنة التنسيقية للمنظمات غير الحكومية.
- مستشار لمؤسسة street law ومركز دراسة الإسلام والديمقراطية.
- عضو مجلس امناء المجلس الوطني لشؤون الأسرة.
- عضو مكتب تنفيذي للمكتب الوطني لشؤون الاسرة.
- عضو مجلس الاعيان الحادي والعشرون.
- عضو مجلس الاعيان الثاني والعشرون.
- عضو مجلس الاعيان الثالث والعشرون.
- عضو مجلس الاعيان الرابع والعشرون[1]